# Phyllalia acuta
Phyllalia acuta är en fjärilsart som beskrevs av Embrik Strand 1911. Phyllalia acuta ingår i släktet Phyllalia och familjen Eupterotidae. Inga underarter finns listade i Catalogue of Life.